# Mjölkbud

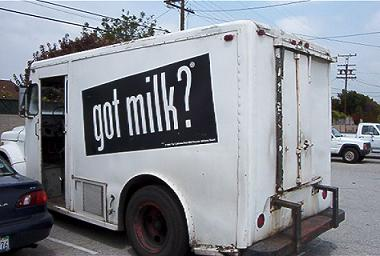
En mjölkbil i Kalifornien 2006.

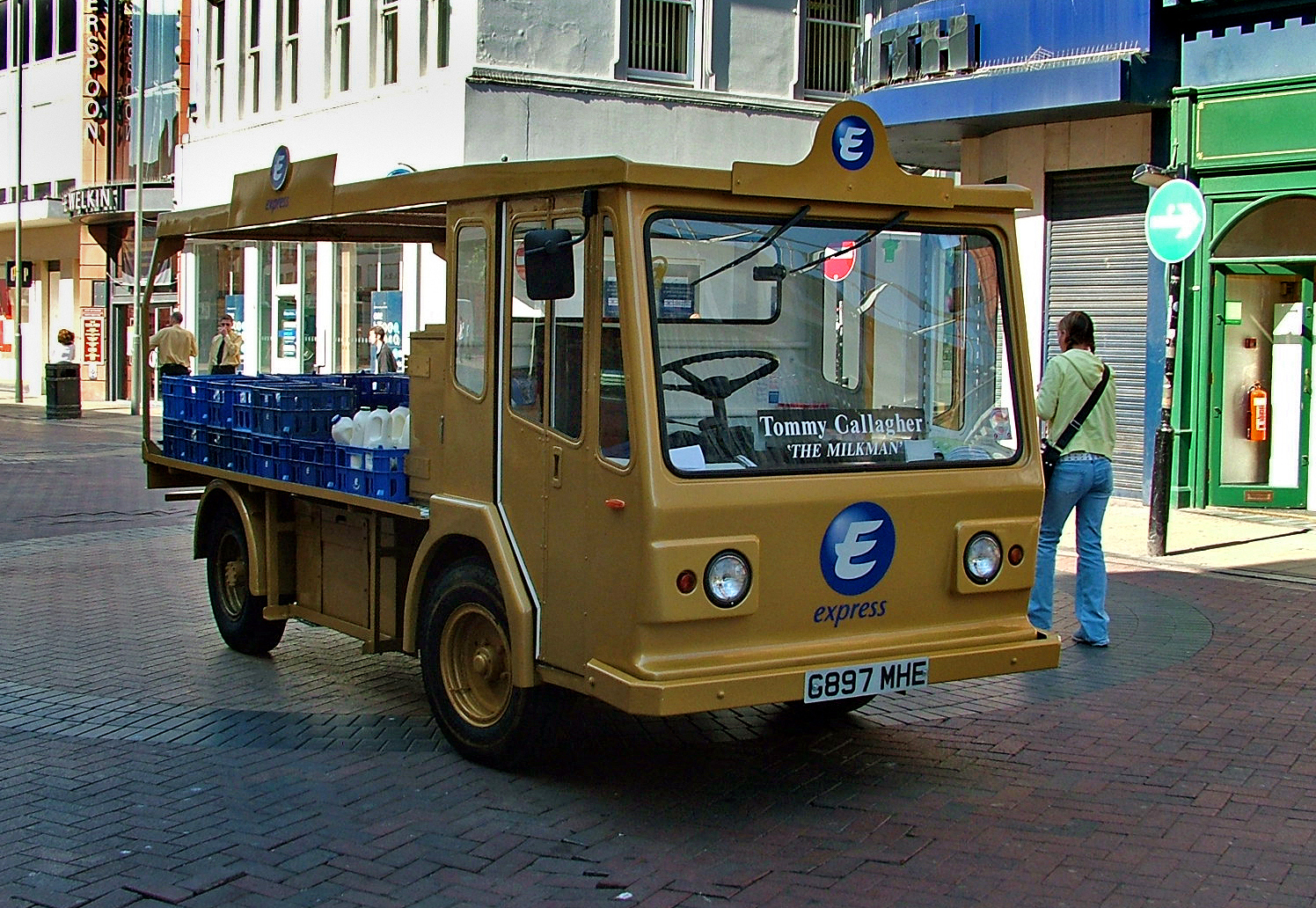
Mjölkbil i Liverpool 2005.

Ett mjölkbud (engelska: Milkman) är en person, traditionellt manlig, som levererar mjölk i mjölkflaskor eller kartonger.  
Mjölkleveranser sker vanligtvis på morgonen och det är inte ovanligt att mjölkbuden även levererar andra produkter än mjölk, till exempel ägg, grädde, ost, smör, yoghurt och läsk. 
Ursprungligen var det nödvändigt att mjölk levererades till hemmen dagligen då dåliga möjligheter till kylhållning medförde att den snabbt förfors. Då kylskåp numera i princip förekommer i alla hem i den utvecklade världen, liksom förbättrade förpackningar, har behovet av dagliga leveranser minskat under det senaste halvseklet och lett till att leveranser på många håll enbart sker tre dagar i veckan och på andra håll helt har upphört. Utöver det medför mjölkleveranser en tillkommande kostnad på priset för mejeriprodukterna som är svår att motivera, och man riskerar att mjölken blir stulen.

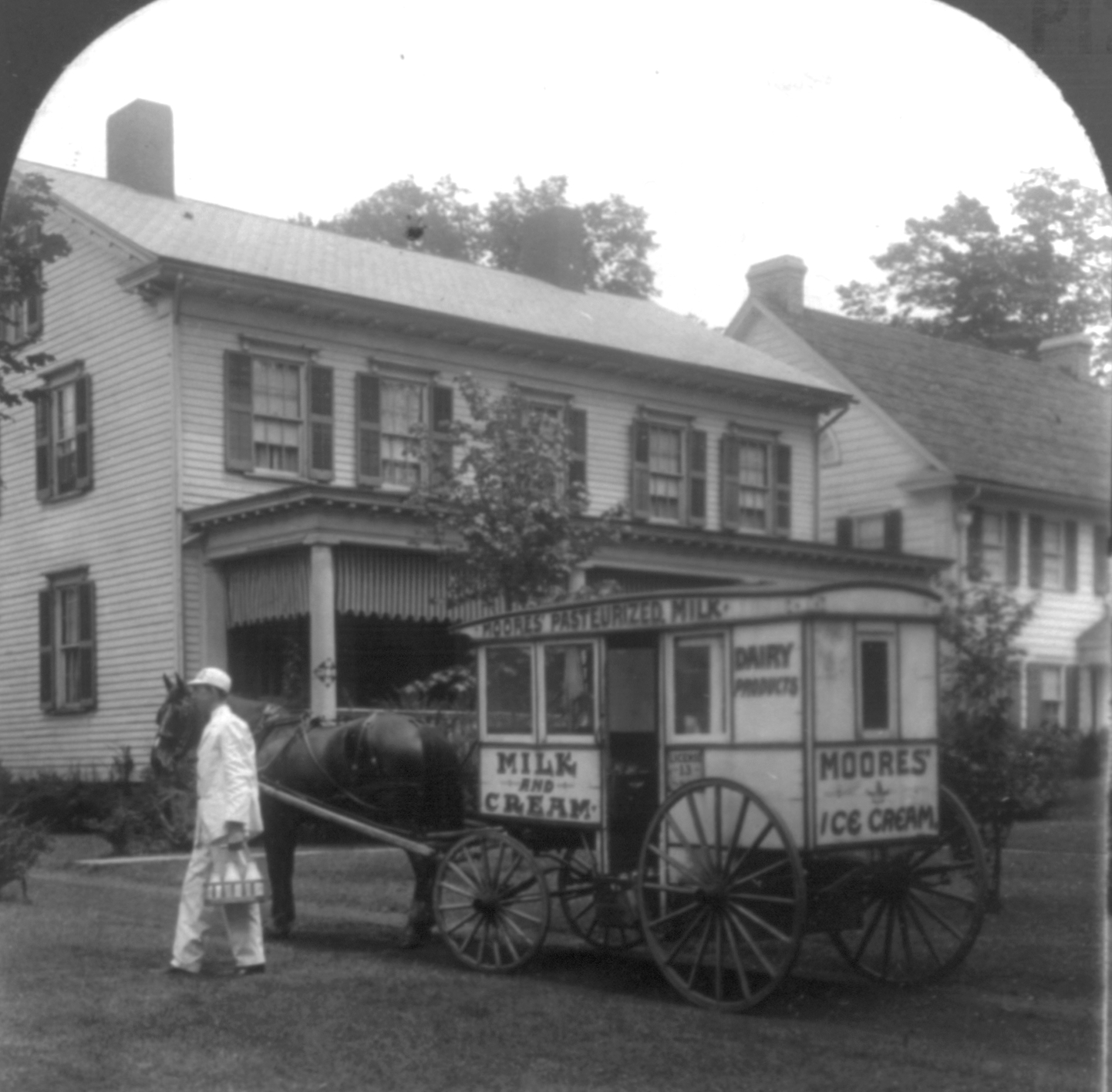
Amerikanskt mjölkbud, omkring 1925

På senare tid har brittiska, irländska och andra europeiska mjölkbud kört elektriska fordon benämnda milk float, förutom på landsbygden. Förr i tiden användes hästfordon; i Storbritannien kunde dessa ses in på 1950-talet. I Australien var fordonet vanligen en mindre bensin- eller dieseldriven lastbil med en täckt mjölkbricka.

## I populärkulturen
- Artistnamn för Gregg Luskin.[1]
- Mellanvästern-DJ och musikproducent/remixartist. Ursprungligen från Kalamazoo, MI, började Mike Shank spela Drum and bass och techno live PAs på ravepartyn och undergroundfester på 1990-talet under pseudonymen SNUZ. Efter en kort tid med electronicagruppen Entropy, började "The Milkman" utforska DJing och alternativa genrer från rare groove och hip hop till electrohouse och pop i Minneapolis, MN och Milwaukee, WI. Numera medlem i Electrojazzgruppen Twin Trio[2], experimentellt musikkollektiv 0743r[3] och Bassey Delco, och DJ besättning Elechronic[4]. Artistnamnet The Milkman gavs till honom av Minneapolis analogaudioguru Jerry Raskin (ägare av The Needle Doctor[5])
- Öknamn för MC Milk Dee från Audio Two
- Mjölkbudens regelbundna leveranser till hemmen under dagen har skapat en familjaritet med många hemmavarande - vanligen kvinnliga - vilket har gjort att yrket förekommer i så kallade mjölkbudsskämt.
- I Ugandaregionen är en ofta använd titel för "kung" Omukama, som betyder "högre mjölkbud/mjölkleverantör": en titel som syftar på
  - ledarens roll att föda folket
  - den historiska traditionen där den tidigare härskande klassen i några ugandiska kungadömen kom från Hima-tribalstammen, som höll kor.
- Huvudrollen i Spelman på taket, Tevje, är ett mjölkbud.
- En novell i skräckantologin Den förskräckliga apan av Stephen King, benämnd "Morning Deliveries (Milkman No. 1)", handlar om ett mjölkbud som dödar människor genom att lämna "överraskningar" (gift, giftgas, giftspindlar etc.) i deras mjölkflaskor.
- Komediaktören Benny Hill hade a hit om Ernie (The Fastest Milkman In The West).
- "Reid Fleming, World’s Toughest Milkman" är en seriefigur skapad av David Boswell som förekom första gången 1980.
- I Xboxvideospelet Psychonauts, intar en av patienterna i det övergivna mentalsjukhuset personen av ett mjölkbud. I sitt eget sinne är mjölkbudet beskyddaren av anständighet i en värld där en typisk skildring av idylliskt 1950-talsliv ytligt maskerar undertonen av djupgående konspirationer. Det framkommer senare att mjölkbudets psykotiska sammanbrott har sitt ursprung i att han brände ner sin arbetsplats genom att använda en Molotovcocktail gjord av en mjölkflaska.
- The Dead Milkmen, ett satiriskt punkband.
- "Milkman" animation i Fat Pie. En animation av David Firth om ett mjölkbud som mördas av en galning.[6]
- Huvudpersonen i filmen Grabben från Brooklyn jobbar som mkölkbud.